# Nova Flora de Portugal
Nova Flora de Portugal é uma flora de Portugal iniciada em 1971 por João do Amaral Franco.

## Descrição
Em 1971 foi publicado o seu primeiro volume (Lycopodiaceae-Umbelliferae). O segundo volume da Nova Flora de Portugal foi publicado em 1984 (Clethraceae-Compositae).
No ano de 1994 foi publicado, em colaboração com M.L. Rocha Afonso, o primeiro fascículo do terceiro volume da obra (Alismataceae-Iridaceae). O segundo fascículo do terceiro volume foi também lançado em colaboração com M.L. Rocha Afonso, e dedicado às gramíneas. Estes dois primeiros fascículos contam também com a colaboração de Maria Teresa de Vasconcelos, no processamento de texto.
No início do século XX, em 2003, foi editado o terceiro e último fascículo do terceiro volume (Juncaceae-Orchidaceae).